# Dawn of the Dragonstar
Dawn of the Dragonstar är det svenska symfoniska power metal-bandet Twilight Forces tredje studioalbum, utgivet i augusti 2019 på Nuclear Blast Records och i Japan på Chaos Reigns. Två singlar föregick albumet.
Skivan var bandets första med italienske sångaren Alessandro "Allyon" Conti (Trick or Treat). Tommy Johansson (Majestica, Sabaton), Ylva Eriksson (Brothers of Metal) och bandets framtida sångerska Kristin Starkey stod för bakgrundssång.
En musikvideo spelades in till titelspåret.

## Låtlista
1. "Dawn of the Dragonstar" – 3:37
2. "Thundersword" – 4:58
3. "Long Live the King" – 4:22
4. "With the Light of a Thousand Suns" – 6:53
5. "Winds of Wisdom" – 5:35
6. "Queen of Eternity" – 5:02
7. "Valley of the Vale" – 3:44
8. "Hydra" – 5:34
9. "Night of Winterlight" – 5:07
10. "Blade of Immortal Steel" – 12:29

## Medverkande
Musiker
- Alessandro Conti (Allyon) – sång
- Philip Lindh (Lynd) – lead- och rytmgitarr, bakgrundssång, orkestrering
- Anders Joakim Johansson (Aerendir) – rytmgitarr
- Björn Lundkvist (Born) – basgitarr
- Daniel Beckman (Blackwald) – keyboard, bakgrundssång, berättarröst, orkestrering
- Daniel Sjögren (De'Azsh) – trummor

Bidragande musiker
- Tommy Johansson – bakgrundssång
- Hossein Manafi-Rasi – bakgrundssång
- Kristin Starkey – körsång
- Ylva Eriksson – körsång
- Hanna Turi – sång, körsång
- Andreas Olander – rytmgitarr

Produktion
- Daniel Beckman – producent, inspelningstekniker, mixning, art direction, omslagskoncept
- Philip Lindh – producent, mixning, art direction, omslagskoncept
- Simone Mularoni – mastering
- Kerem Beyit – omslagskonst, design
- Hanna Turi – design
- Heléne Sjöstrand – foto